# كيفن باركر (سياسي)
كيفن باركر (بالإنجليزية: Kevin Parker)‏ هو سياسي أمريكي، ولد في 6 مارس 1967 ببروكلين في الولايات المتحدة. حزبياً، نشط في الحزب الديمقراطي. وقد انتخب عضو مجلس ولاية نيويورك.